# 飛龍小花介
飛龍小花介（学名：Cytherelloidea feilunga）为小浪花介科小花介屬下的一个种。